# أبو صاص (تيسركات)
أبو صاص هو دُوَّار يقع بجماعة مزكيطة، إقليم زاكورة، جهة درعة تافيلالت في المملكة المغربية. ينتمي الدوّار لمشيخة تيسركات التي تضم 16 دوار. يقدر عدد سكانه بـ 325 نسمة حسب الإحصاء الرسمي للسكان والسكنى لسنة 2004.

## وصلات خارجية
- البوابة الوطنية للجماعات الترابية
- المندوبية السامية للتخطيط